# 시그나
시그나 코퍼레이션(Cigna Corporation, (NYSE: CI))은 미국 필라델피아에 본사를 둔 보험 회사이다. 미국의 보험 회사 중 상장 기업으로서는 가장 역사가 깊은 회사이다. 본사는 필라델피아 시내 투 리버티 팰러스 건물 내에 있다.
라이프 인슈어런스 컴퍼니 오브 노스 아메리카(영어: Life Insurance Company of North America; 약칭: LINA 라이나[*])는 시그나의 미국내 생명보험 부문 자회사이다. 1956년에 INA의 자회사로 세워졌으며, 1982년에 CG와 INA가 합병한 이후 시그나의 자회사로 남아있으나 독자적인 홍보활동은 하지 않고있다.

## 역사
시그나는 INA와 CG가 1982년에 합병하여 형성된 회사이다.
시그나의 역사는 1792년으로 거슬러 올라간다. 인슈어런스 컴패니 오브 노스 아메리카(Insurance Company of North America (INA))는 미국 최초의 해상 보험 회사였다. 2년 뒤 이 회사는 회사 최초의 생명 보험 상품을 출시했다. 1865년, 코네티컷 제너럴 라이프 인슈어런스 컴패니(Connecticut General Life Insurance Company, CG)가 하트퍼드에서 창립되었다. 120여 년이 지난, 1982년, INA와 CG가 합병하여 시그나 사가 되었다.
1993년, 시그나는 "생명의 나무"라는 브랜드 아이덴티티를 도입하였다. 1997년, 시그나는 갖고 있던 스태프 모델 건강보험들(staff model healthplans) 중 많은 부분 및 기존의 미국에서 가장 역사가 깊은 보건기관(HMO)인 로스-루즈 메디컬 그룹을 버밍햄에 본사를 둔 기업인 메드파트너즈에 매각했다.
1998년, 시그나는 개인 건강 보험 사업 부문을 링컨 내셔널 코포레이션에 매각하였다. 다음 해, 회사의 손해 보험 사업 부문을 35억 달러 현찰 가격에 ACE 리미티드에 매각하였다. 2000년, 시그나는 재보험 사업 부문을 스위스 리에 매각하였다. 2004년 펜션 사업 부문을 프루덴셜 파이낸셜에 매각하였다.
시그나의 사업 조직으로는 시그나 건강보험, 시그나 그룹 건강 & 장애 보험, 시그나 인터내셔널 등을 포함한다. 에드 핸웨이가 현재 시그나의 CEO이다. 마이크 벨(Mike Bell)이 CFO이다. 데이비드 코다니(David Cordani)가 건강보험 사업 부문의 수장이다.
코네티컷 제너럴(Connecticut General)은 콜럼비아 (메릴랜드주) 시의 뉴 타운 개발에 있어서 주요 투자자였다.
시그나는 마이클 무어의 다큐멘터리 《식코》에 등장하는 보험 회사 중 하나이다.

## 윤리적 문제
2007년 12월, 시그나는 캘리포니아 출신의 10대 소녀인 나탈린 사르키샨의 간 이식 수술을 거부하고는 보험금 지급을 거절하였다. 수많은 의사, 간호사, 기타 의료계 전문가들이 시그나를 비난하고 나섰다. 시그나의 거절 이유는 이 수술이 "너무 위험해서"라는 것이었다. 이식 받을 간이 준비되어 있었고, 의사들이 수술 성공 확률을 65%으로 예상했지만 말이다. 시위가 일어나고 여론의 비난을 받자, 시그나는 견디다 못해 간 이식을 허용하기로 최종 결론을 내었다. 하지만 때는 이미 늦어서, 사르키샨은 수술을 기다리기만 하다가 사망하였다. 시그나는 간 이식 수술 가부를 결정하는 데 있어서, 이득을 보려는 뜻은 없었다고, 다시 말해 재정상의 고려는 없었다고 주장하였다. 그들은 단지 사르키샨의 고용주의 건강보험을 관리할 뿐이고, 그들은 수술비용을 부담하지 않았을 것이라는 이유였다. 
비록 간 이식 수술이, 말기 간 질병 및 중대한 간질환에 대해서, 1963년 이래로 성공적으로 수행되어 왔음에도 불구하고, 시그나는 사르키샨의 상태를 고려해봤을 때, 간 이식이 안전하고 효과적인지 입증하는 자료가 불충분하기 때문에 그러한 조치를 했다고 항변하였다. 샤르키샨의 가족들과 변호사는 시그나에 대한 소송을 준비 중이다.

## 경쟁사
- 애트나 Inc. (AET)
- 휴매나 Inc. (HUM)
- 유나이티드헬스 그룹 Incorporated (UNH)
- 웰포인트, Inc. (WLP)

### 자료
- Yahoo! - Cigna Corporation Company Profile